# Comuna Turciînivka, Ciudniv
Turciînivka (în ucraineană Турчинівська сільська рада) este o comună în raionul Ciudniv, regiunea Jîtomîr, Ucraina, formată din satele Kneajîn și Turciînivka (reședința).

## Demografie
Componența lingvistică a comunei Turciînivka
     Ucraineană (99,25%)
     Alte limbi (0,75%)
Conform recensământului din 2001, majoritatea populației comunei Turciînivka era vorbitoare de ucraineană (99,25%), existând în minoritate și vorbitori de alte limbi.